# Justificare (drept)

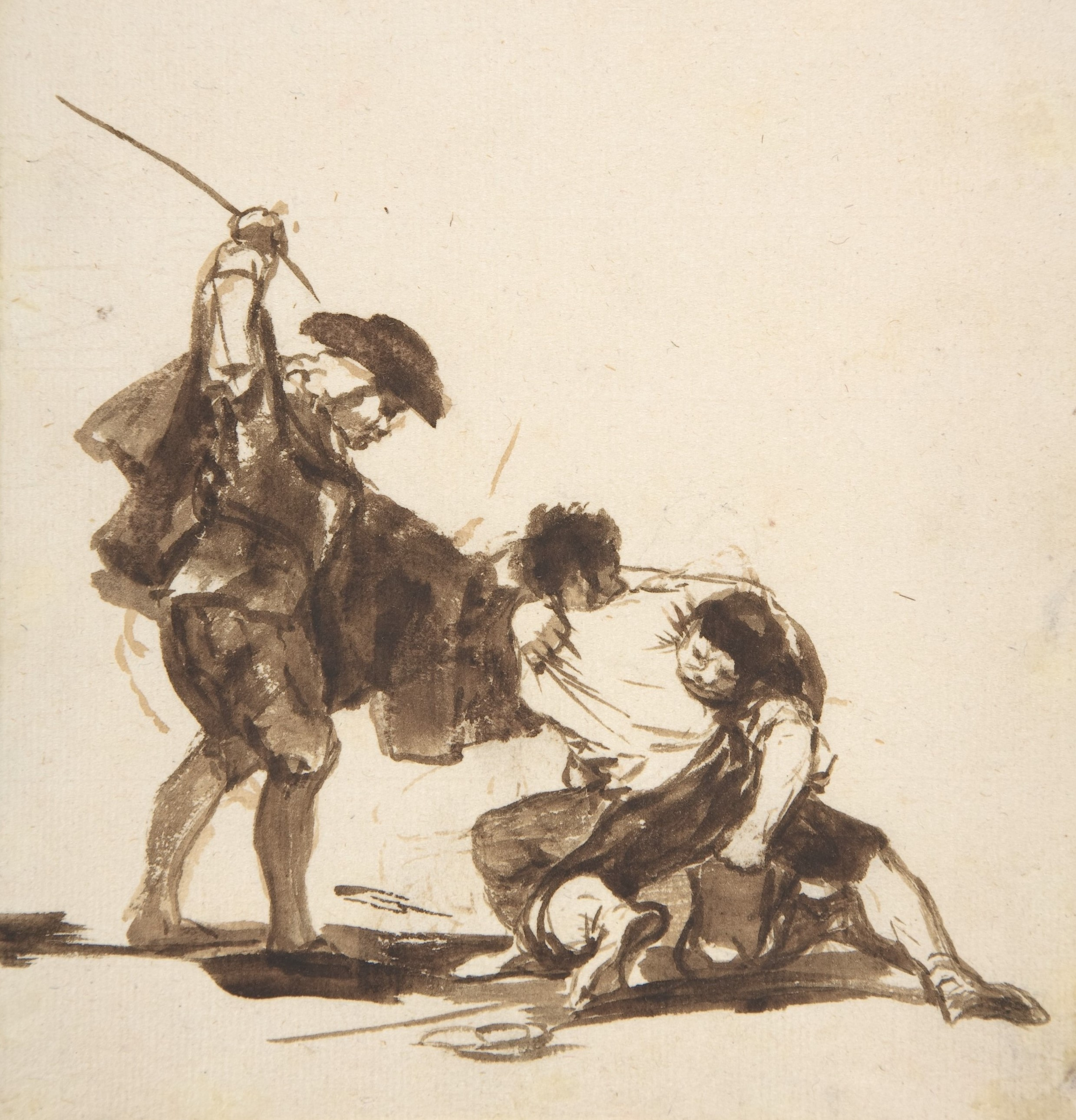
Legitima apărare este una dintre cele mai des întâlnite exemple de cauză justificativă.

În dreptul penal, justificarea reprezintă una dintre modalitățile prin care o faptă penală comisă de o anumită persoană poate să nu fie persecutată, chiar dacă este prevăzută de legea penală. Justificarea unei fapte penale este prevăzută de o cauză justificativă, prevăzută de legea penală, și anulează una dintre trăsăturile fundamentale ale acesteia, anume caracterul nejustificat.
Cauzele justificative nu se pot întinde dincolo de domeniul lor de incidență, care are la bază permisiunea din partea legii de a leza valoarea socială respectivă. Ca urmare, în momentul în care limitele unei cauze justificative sunt depășite, aceasta încetează să mai fie justificată (de exemplu, în cazul în care acțiunile comise depășesc cauza de necesitate).